# Hermann Franke

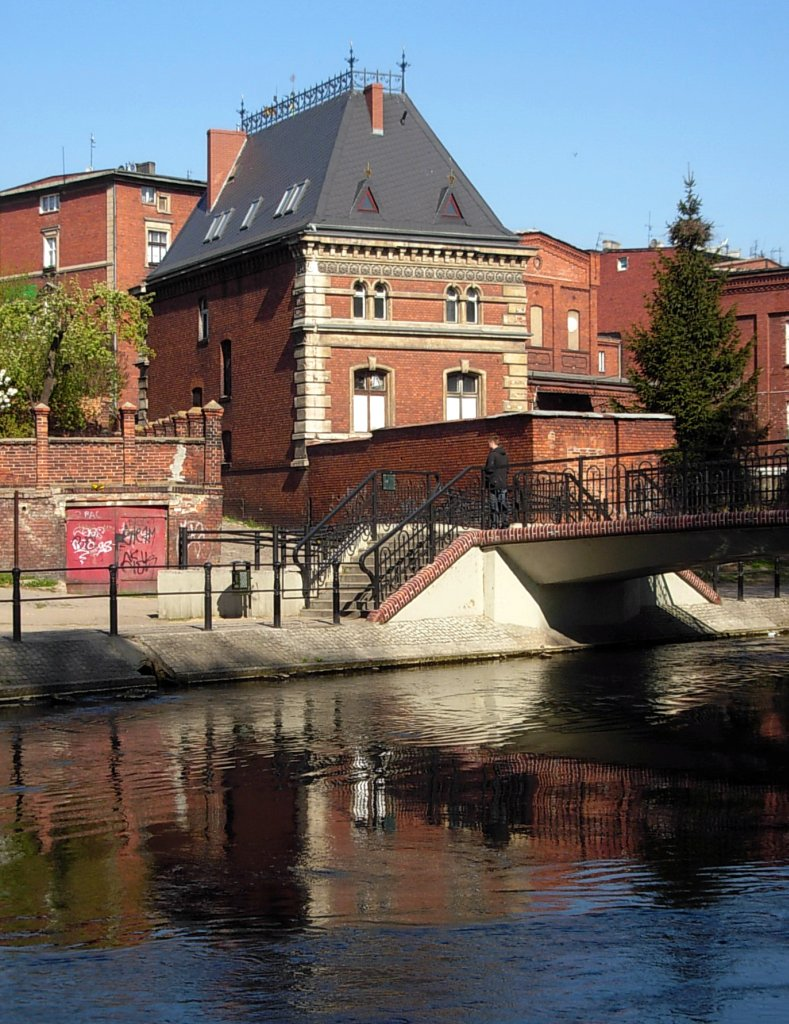
Istniejące do dzisiaj zabudowania po rafinerii spirytusu C.A.Franke nad Młynówką w Bydgoszczy

Hermann August Robert Franke (ur. 18 czerwca 1829 w Bydgoszczy, zm. 29 lipca 1913 tamże) – pomorski kupiec, przemysłowiec, radny i radca miejski Bydgoszczy, Honorowy Obywatel Bydgoszczy.

## Życiorys
Urodził się 18 czerwca 1829 r. w Bydgoszczy. Był synem Carla Augusta i Caroline Keymer. Rodzina Franke przybyła do Bydgoszczy w 1827 r. z Leszna. Jego ojciec założył w mieście znaną później destylarnię spirytusu C.A. Franke. Po śmierci ojca firma przeszła w ręce Hermana. Od tego momentu datował się jej stały, dynamiczny rozwój. W 1857 r. zainstalował pierwszą w mieście maszynę parową o sile 3 KM. W 1872 r. uruchomił nową fabrykę przy ul. Podwale 11, w której wytwarzano czysty spirytus rektyfikowany do produkcji likierów. Duża moc produkcyjna fabryki (3,5 tys. litrów dziennie) uczyniła z firmy Frankego monopolistę w dostawach spirytusu dla Bydgoszczy i okolic.
W 1887 r. zakupił parcelę przy ul. ks. A. Czartoryskiego (gdzie mieścił się tartak i warsztat ciesielski zmarłego rok wcześniej Heinricha Mautza), na której wybudował magazyny, a w 1893 r. nowoczesną rafinerię spirytusu. Oba zakłady: stara fabryka przy ul. Podwale oraz nowo wybudowana rafineria osiągnęły zdolność produkcyjną około 10 tys. litrów spirytusu dziennie. Przy obu zakładach istniały zakłady kąpielowe, które do czasu rozbudowy sieci wodociągowej oraz instalacji łazienek w domach zaspokajały potrzeby mieszkańców miasta.
W 1901 r. założył wraz z synem Konradem tartak parowy przy ul. Czartoryskiego. Sprzedawane przez niego drewno zyskało odbiorców nie tylko wśród mieszkańców Bydgoszczy i okolic, lecz zbywane także było w Berlinie, Oldenburgu i Saksonii. Do firmy C.A. Franke należały również: destylarnia i sklep firmowy przy ul. Mostowej 10 oraz probiernia przy ul. Gdańskiej 19.
Ustabilizowana sytuacja finansowa pozwalała Frankemu na działalność społeczną i publiczną. W latach 1858–1875 piastował godność członka rady miejskiej, a w latach 1875–1905 był niepłatnym radcą miejskim. W bydgoskim magistracie zajmował się organizowaniem pomocy dla ubogich i bezrobotnych. Udzielał się także charytatywnie, m.in. przekazał miastu fundusz w wysokości 30 tys. marek na budowę domu starców i przytułka dla nieuleczalnie chorych, podobną kwotę na budowę kościoła ewangelickiego w Bydgoszczy oraz wspierał fundusze stypendialne dla uczniów szkół średnich.
W 1896 r. został mianowany przez władze państwowe radcą komercjalnym, a następnie w 1903 r. tajnym radcą komercjalnym. W latach 1876–1906 był prezesem utworzonej w 1875 r. Izby Handlowej w Bydgoszczy, ciesząc się szacunkiem i zaufaniem miejscowych przedsiębiorców i kapców niemieckich.
Uczestniczył aktywnie w życiu kulturalno-społecznym miasta. Był m.in.
- członkiem rady kościelnej ewangelickiej gminy wyznaniowej w Bydgoszczy oraz rady prowincjalnej w Poznaniu;
- członkiem założycielem powstałego w 1880 r. Towarzystwa Historycznego Obwodu Nadnoteckiego, przez blisko 30 lat pełniąc w nim funkcję skarbnika;
- członkiem założycielem (1878 r.) oraz członkiem zarządu Niemieckiego Towarzystwa Sztuki i Wiedzy, uczestnicząc w działalności wydziałów: sztuki, przyrodniczego, historycznego, śpiewaczego i muzycznego;
- członkiem rady starszych Związku Strzeleckiego (od 1877 r.);
- pasjonatem lokalnej historii; jego zbiór eksponatów archeologicznych i historycznych stał się zaczątkiem Muzeum Miejskiego w Bydgoszczy.

12 grudnia 1900 r. rada miejska i magistrat Bydgoszczy nadały mu tytuł Honorowego Obywatela Bydgoszczy. W uzasadnieniu wskazywano na długoletnią działalność we władzach miasta, zaangażowanie w pracy na rzecz jego rozwoju, zarówno na polu gospodarczym, jak i kulturalnym oraz społecznym.
W 1905 r. z uwagi na stan zdrowia wycofał się z czynnego życia społecznego. Zmarł 29 lipca 1913 r. Pochowano go na cmentarzu ewangelickim przy ul. Jagiellońskiej (dzisiaj Park Ludowy im. Wincentego Witosa).
Ostatnia wolą zmarłego było podwyższenie ustanowionej wcześniej fundacji na budowę domu starców o następne 30 tys. marek. Przekazał także 13 tys. marek na wzniesienie ozdobnej fontanny na placu przed Teatrem Miejskim.
Za swoją działalność gospodarczą i publiczną został uhonorowany Orderem z Koroną III klasy.

## Rodzina
Hermann Franke był żonaty z Minna z d. Elsner. Miał dwóch synów:
- Georga Hermanna Karla (ur. 1858) – profesora Akademii Górniczej w Berlinie;
- Konrada Moritza Ernsta (ur. 1865) – radnego i radcę magistratu bydgoskiego.

Zamieszkiwał w Bydgoszczy przy ul. Mostowej 10.

## Upamiętnienie
Po śmierci Frankego jego imieniem nazwano jedną z ulic (dzisiaj ul. Stary Port), która utrzymywała do 1945 r. swą nazwę. W 2012 r. w wyniku konkursu, nazwano jego imieniem jedną z ulic na terenie Bydgoskiego Parku Przemysłowo-Technologicznego.